# Abud, Mureș
Abud (în maghiară Székelyabod) este un sat în comuna Ghindari din județul Mureș, Transilvania, România.

## Istoric
Pe Harta Iosefină a Transilvaniei din 1769-1773 (Sectio 144), localitatea a apărut sub numele de „Abod”.

## Imagini

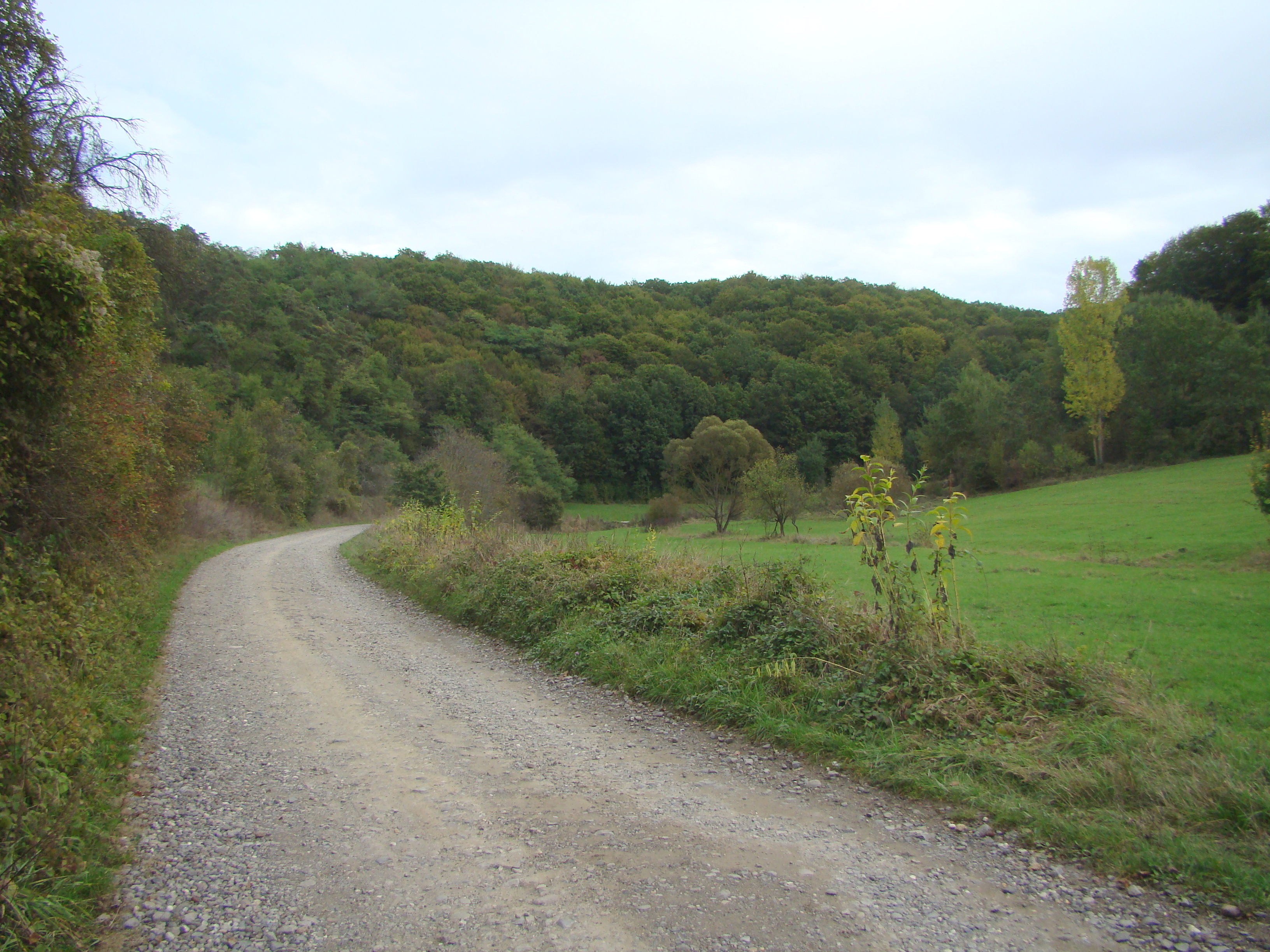
Drumul Ghindari-Abud
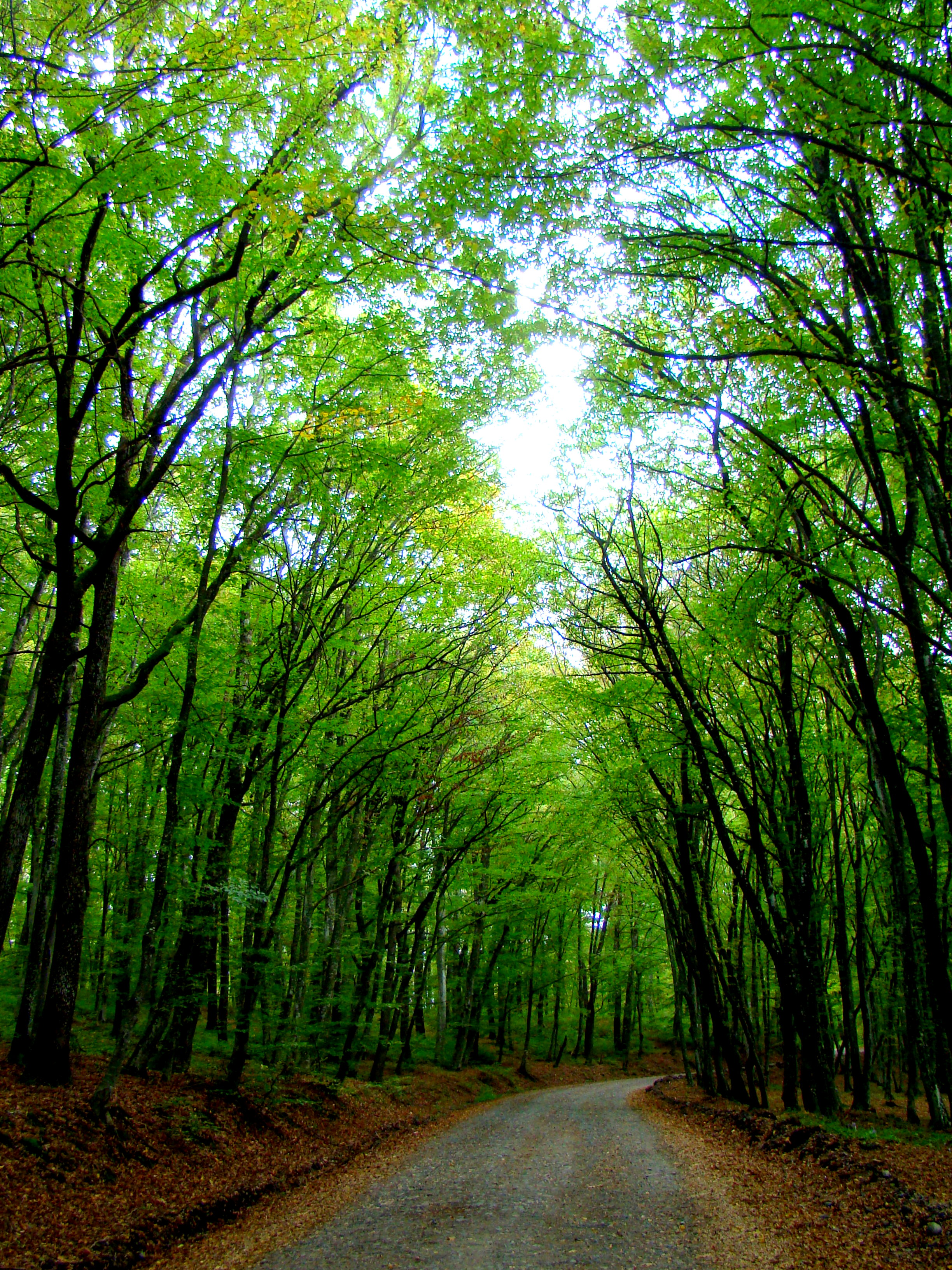
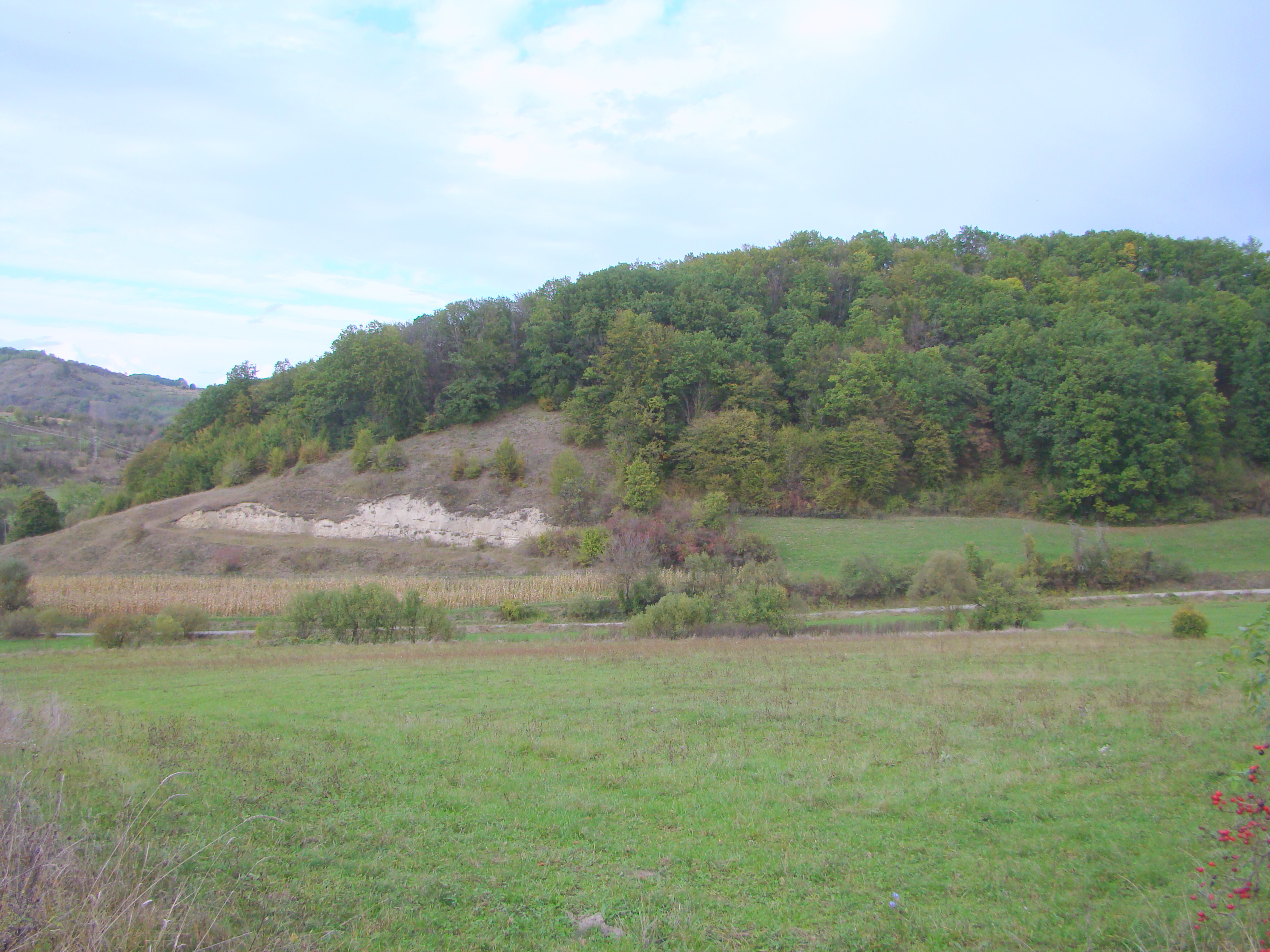
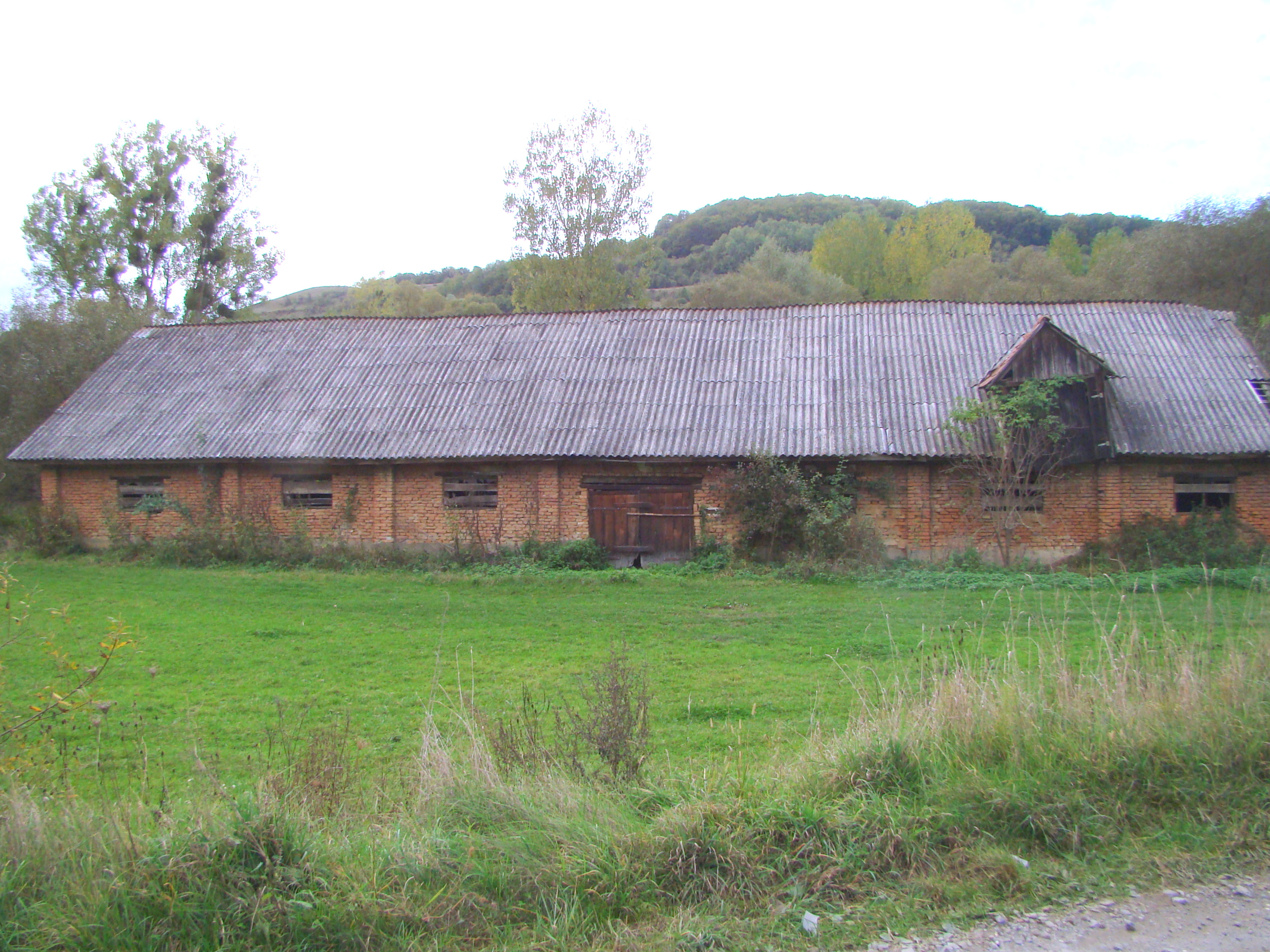
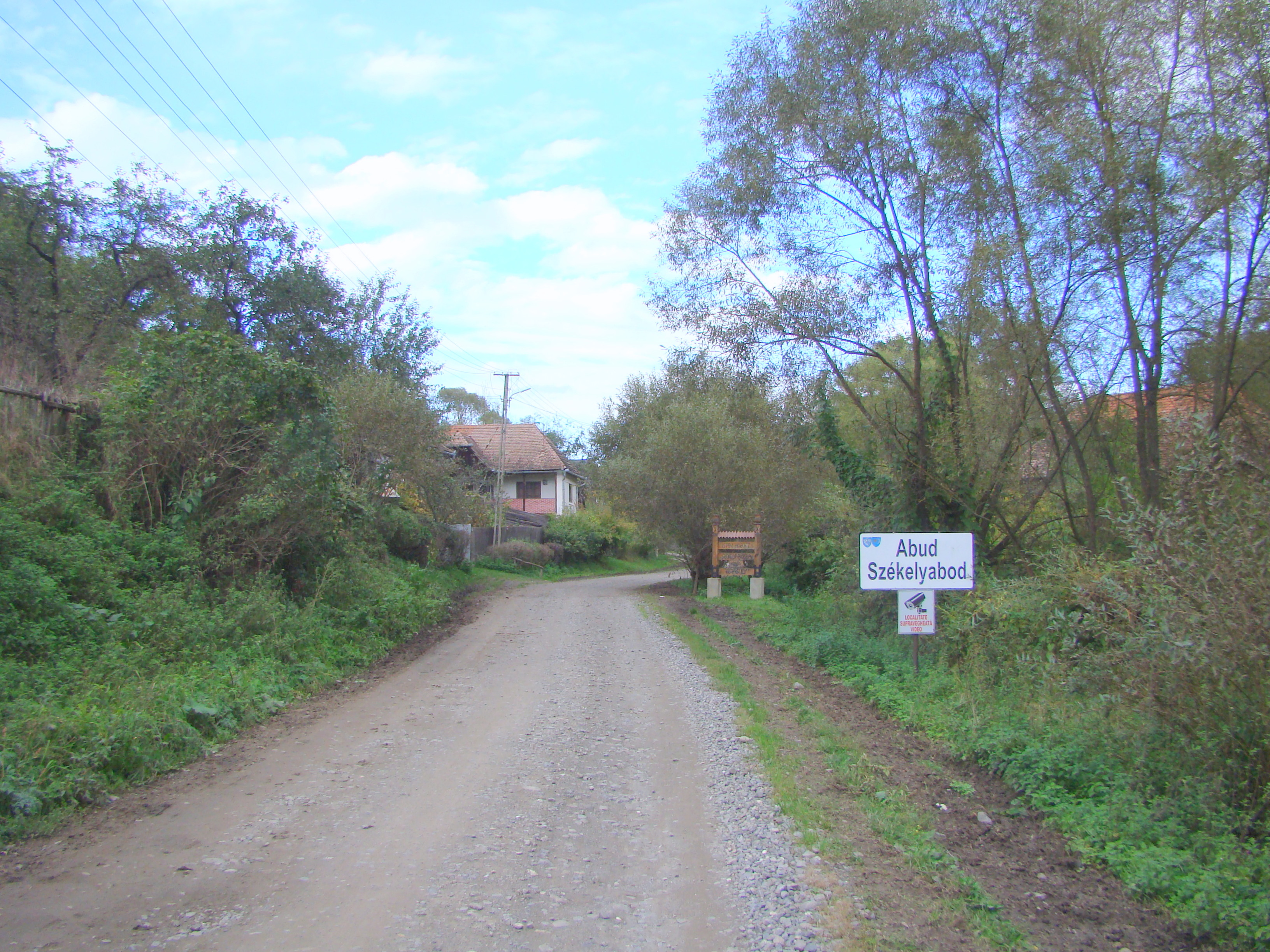
Intrarea în localitate
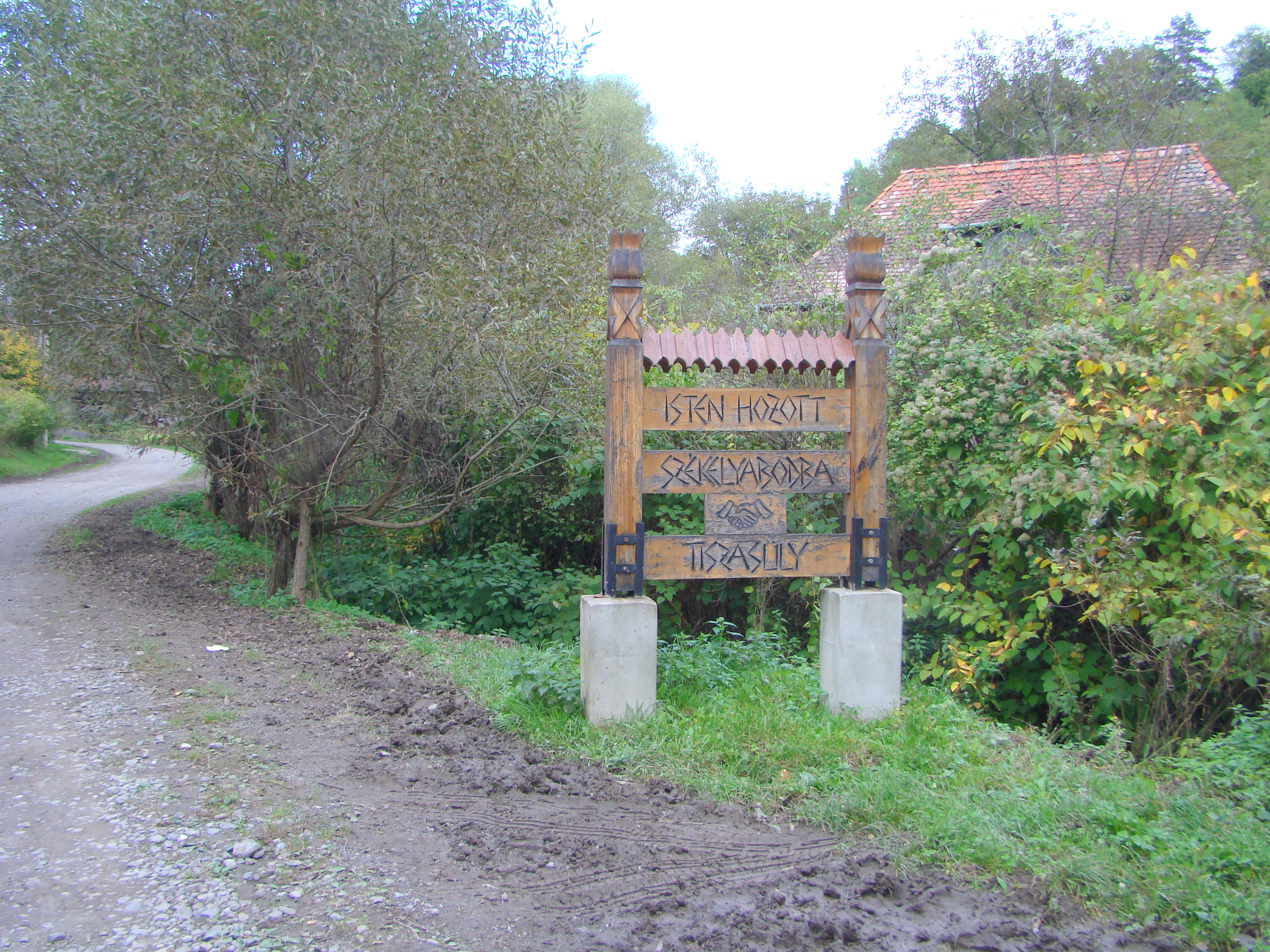
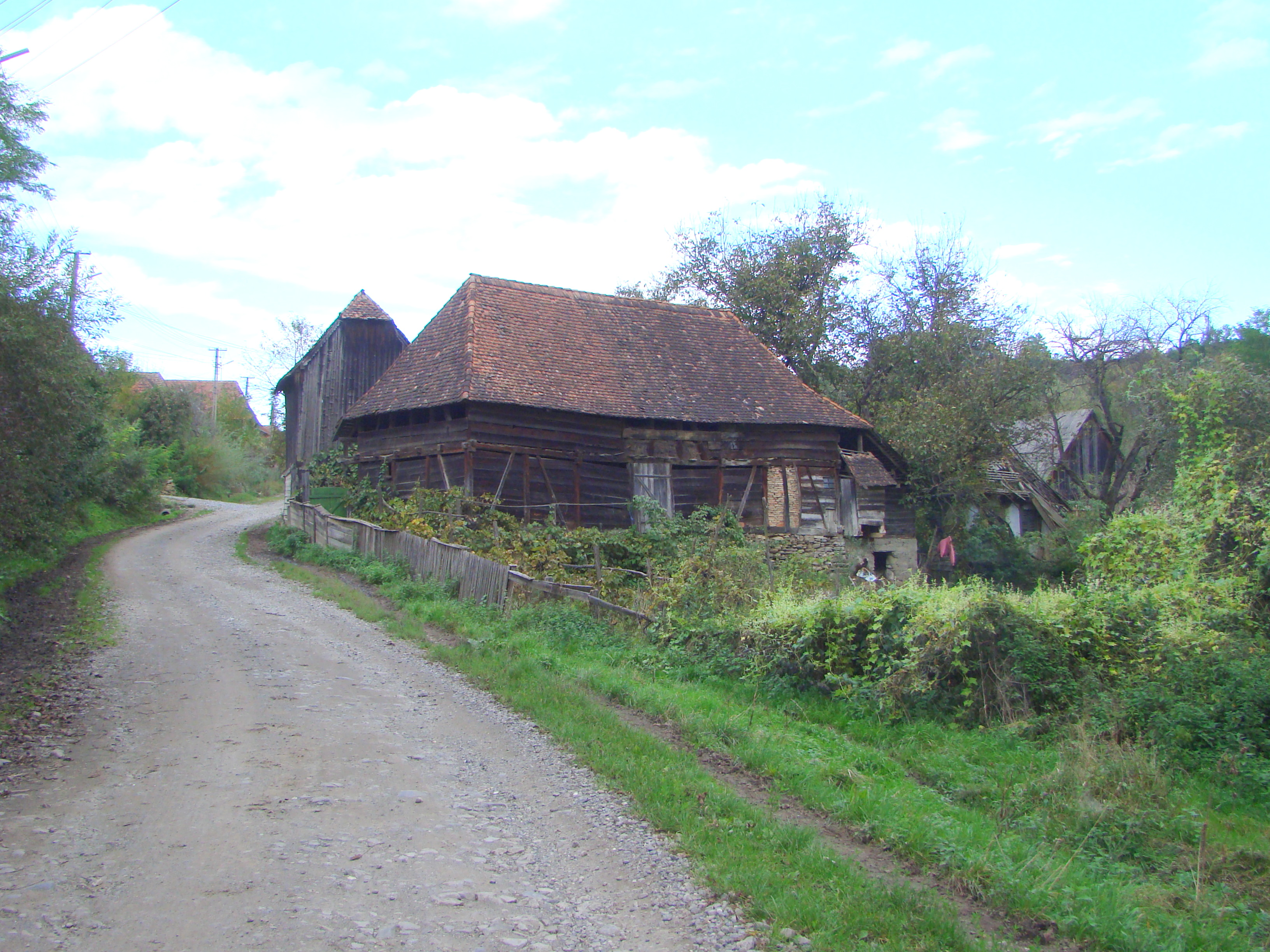
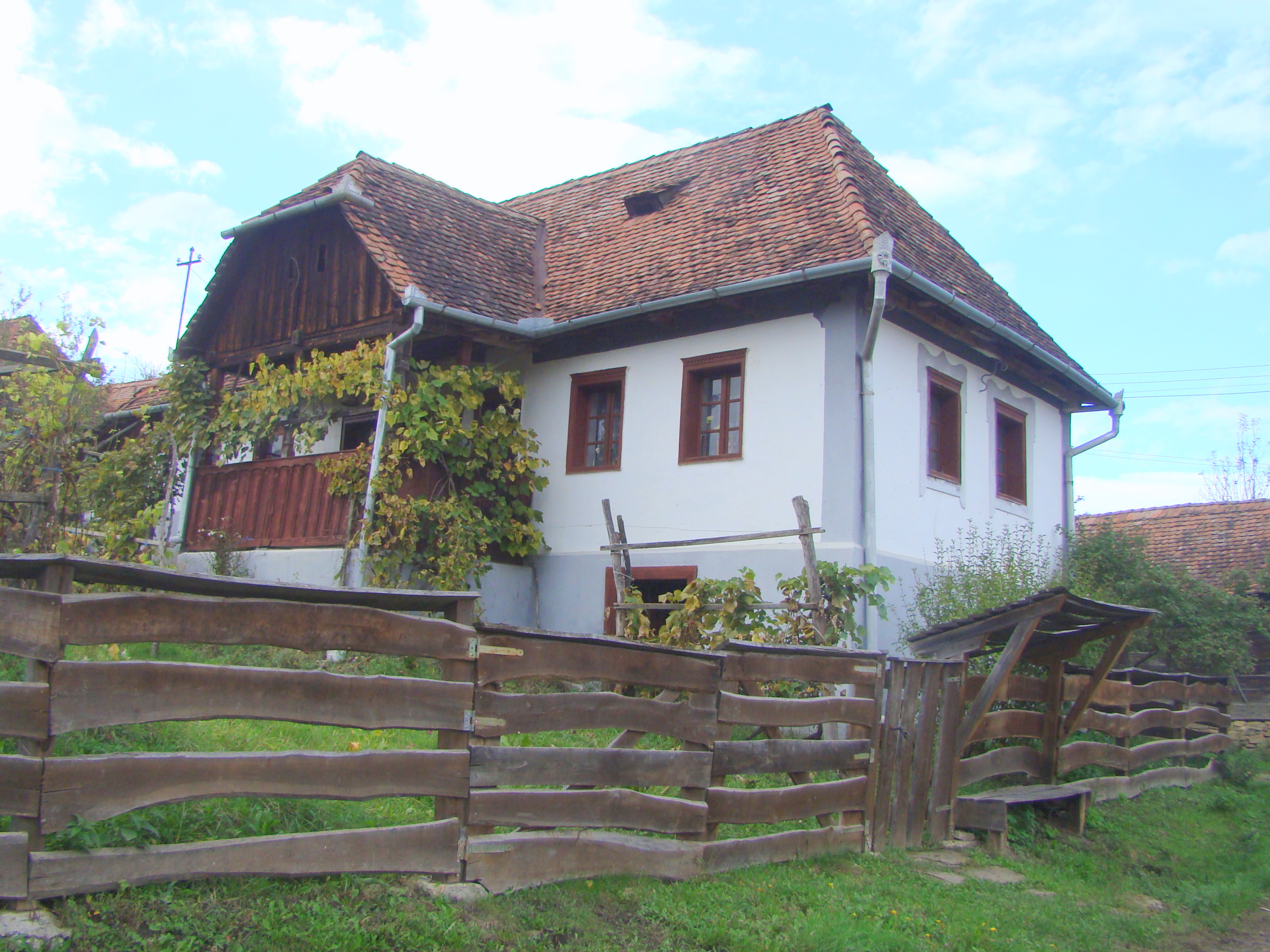
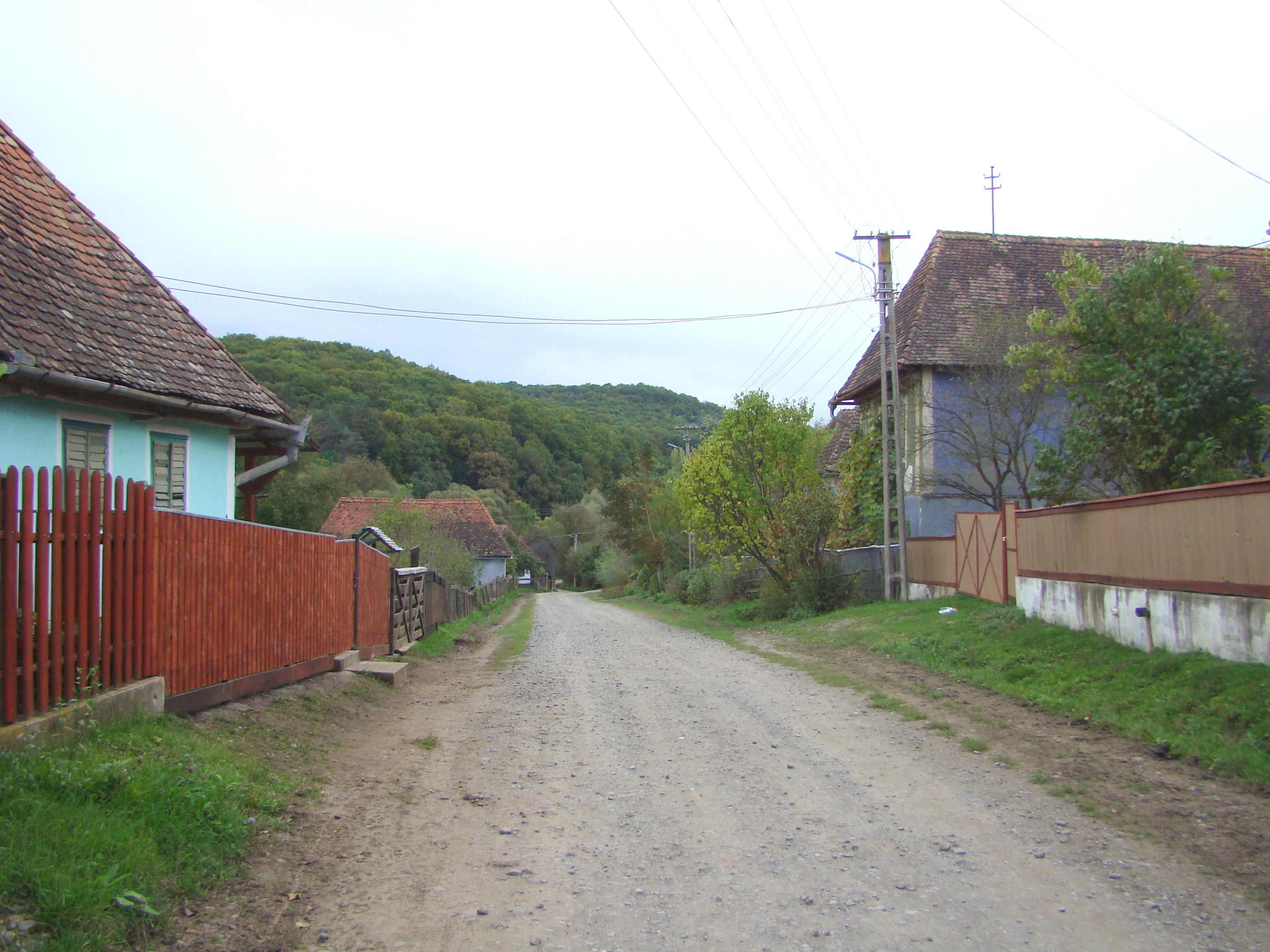
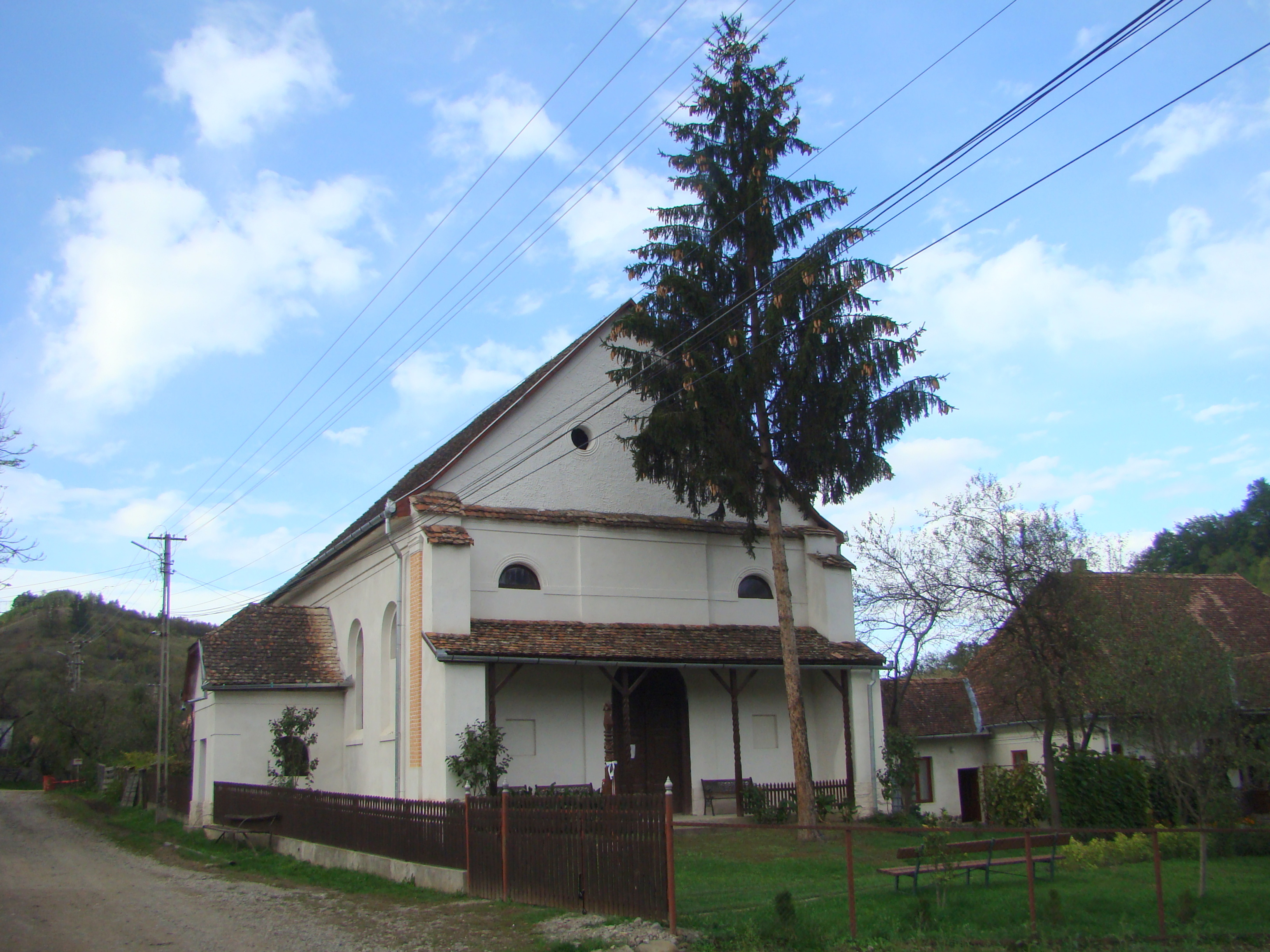
Biserica reformată
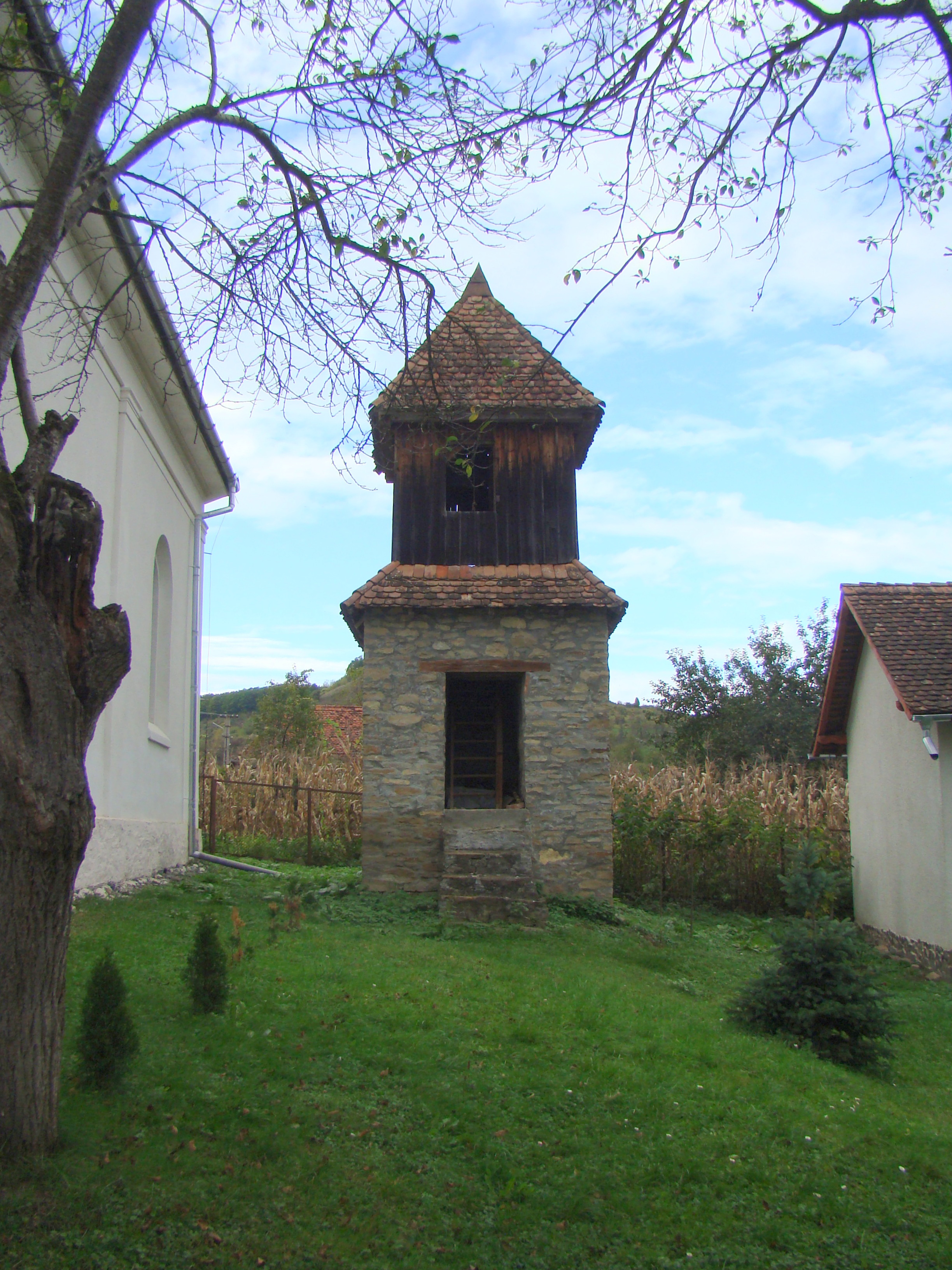
Clopotnița
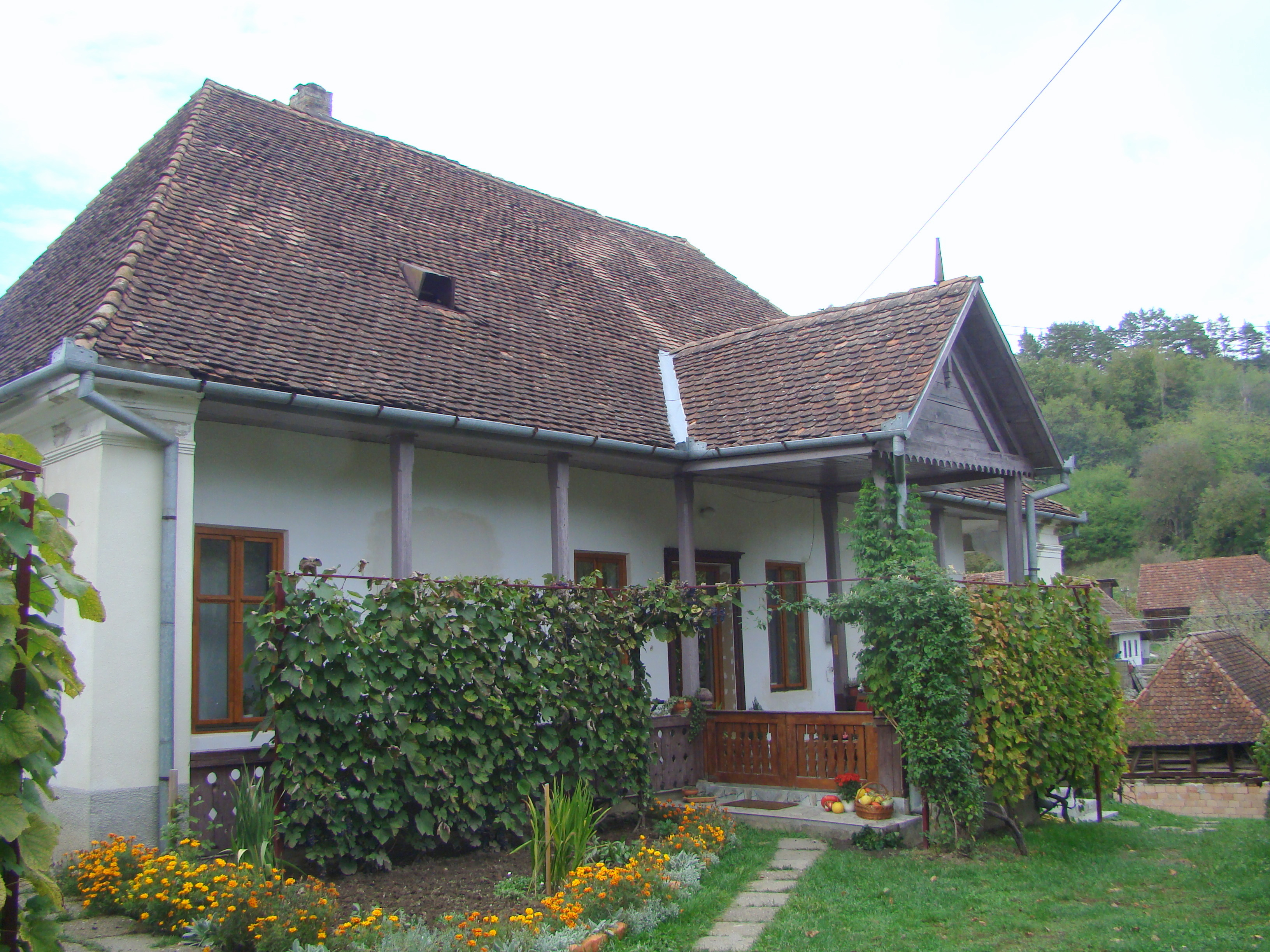
Casa parohială
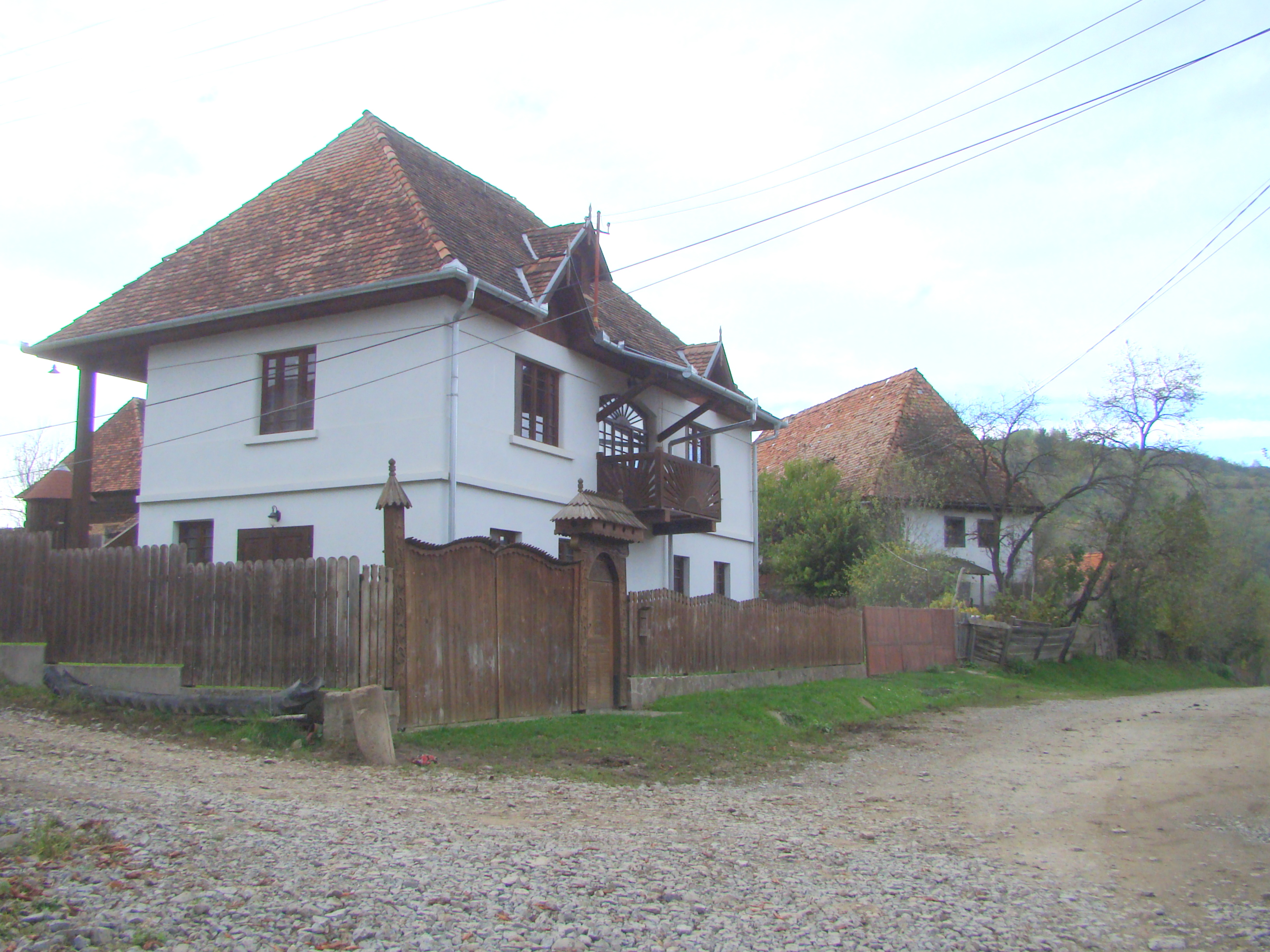
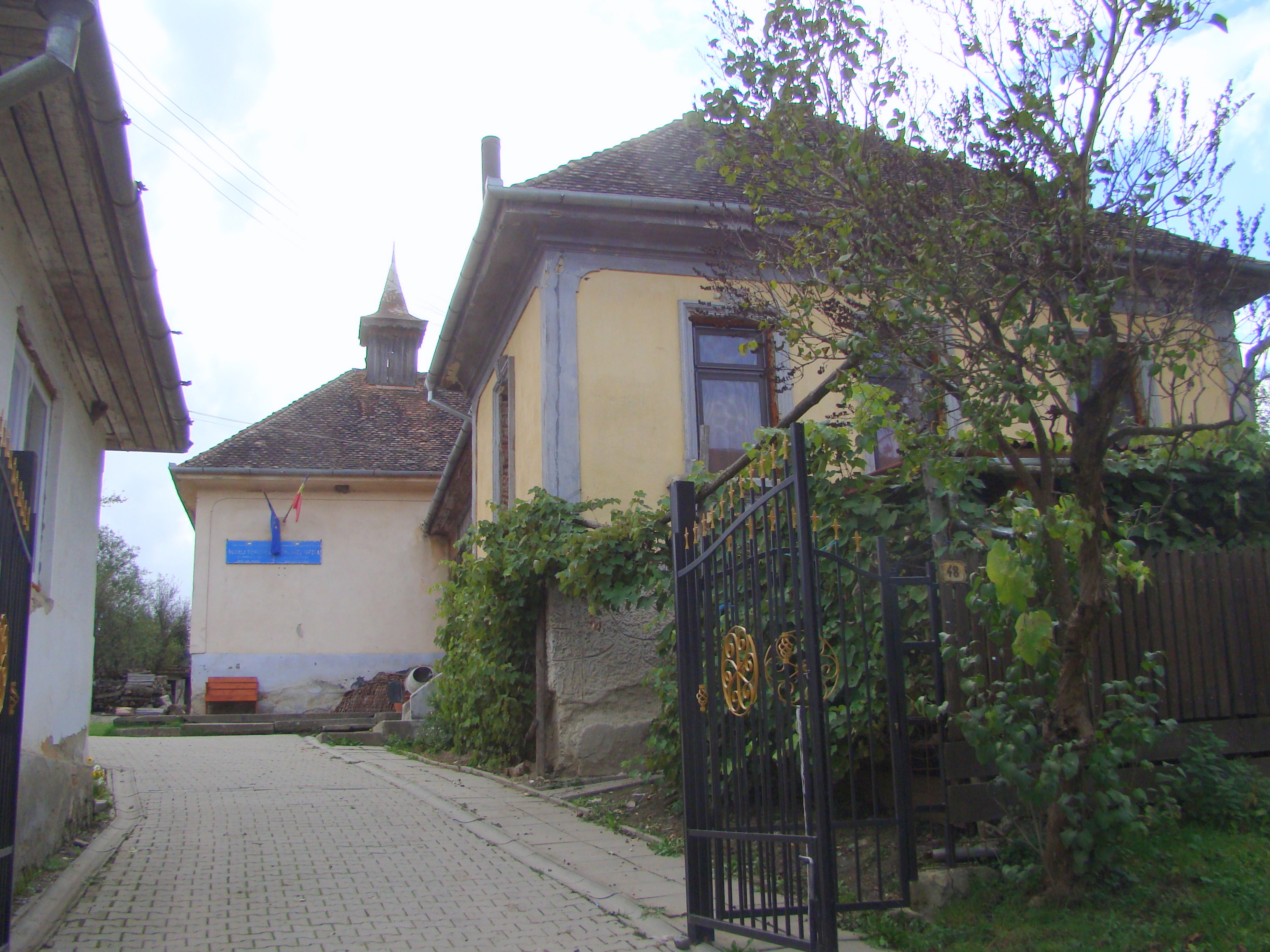
Școala
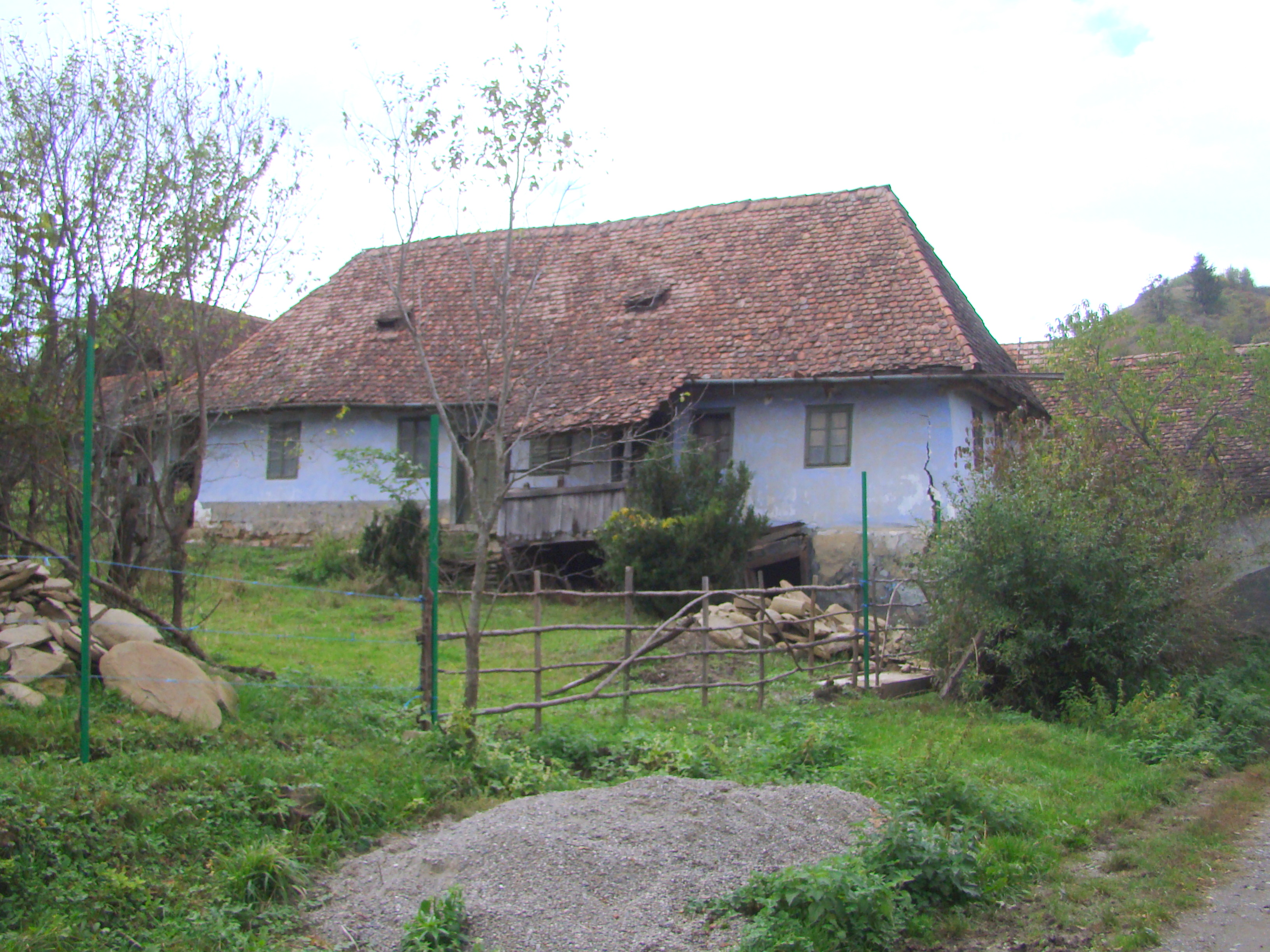
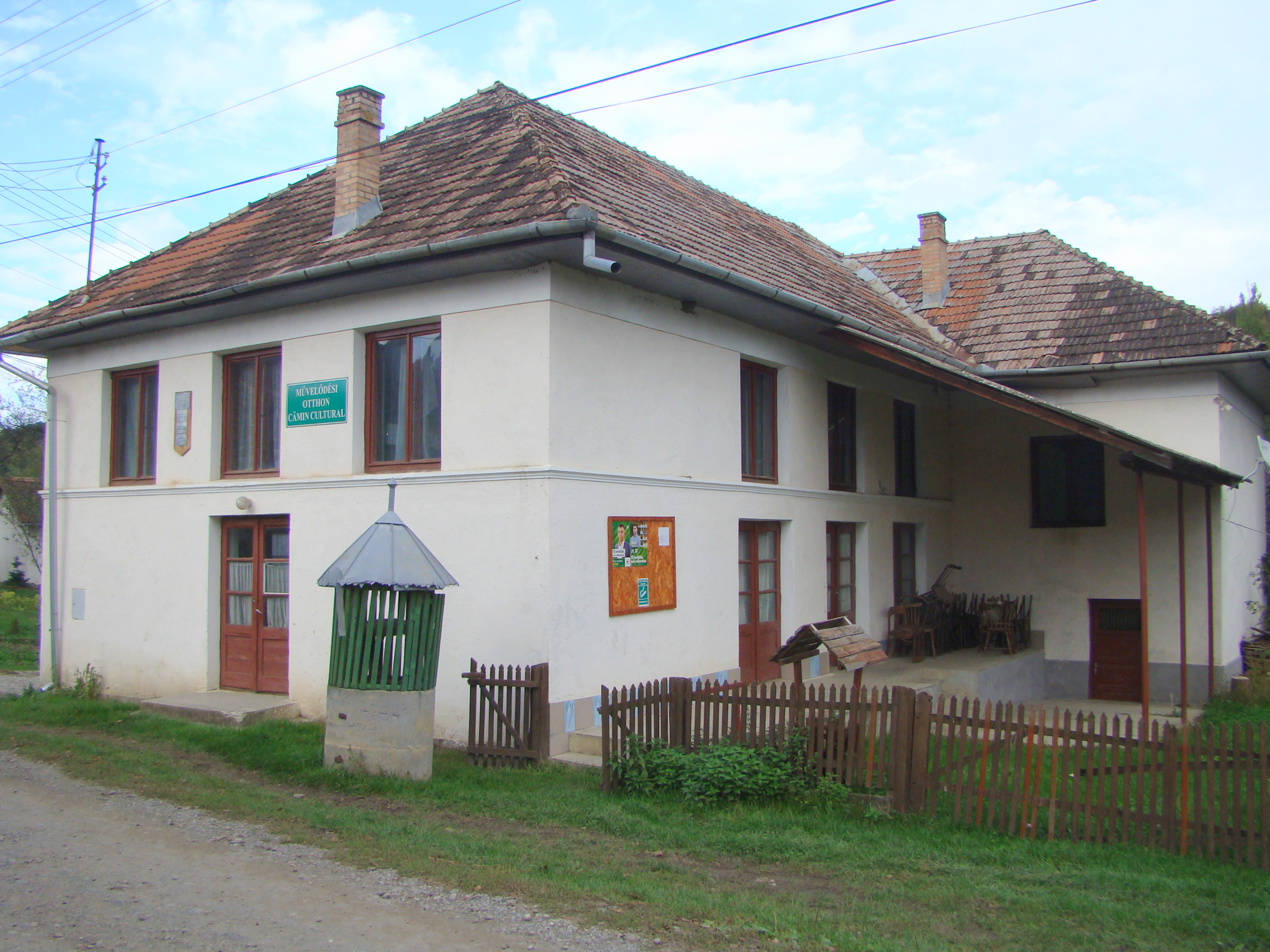
Căminul cultural
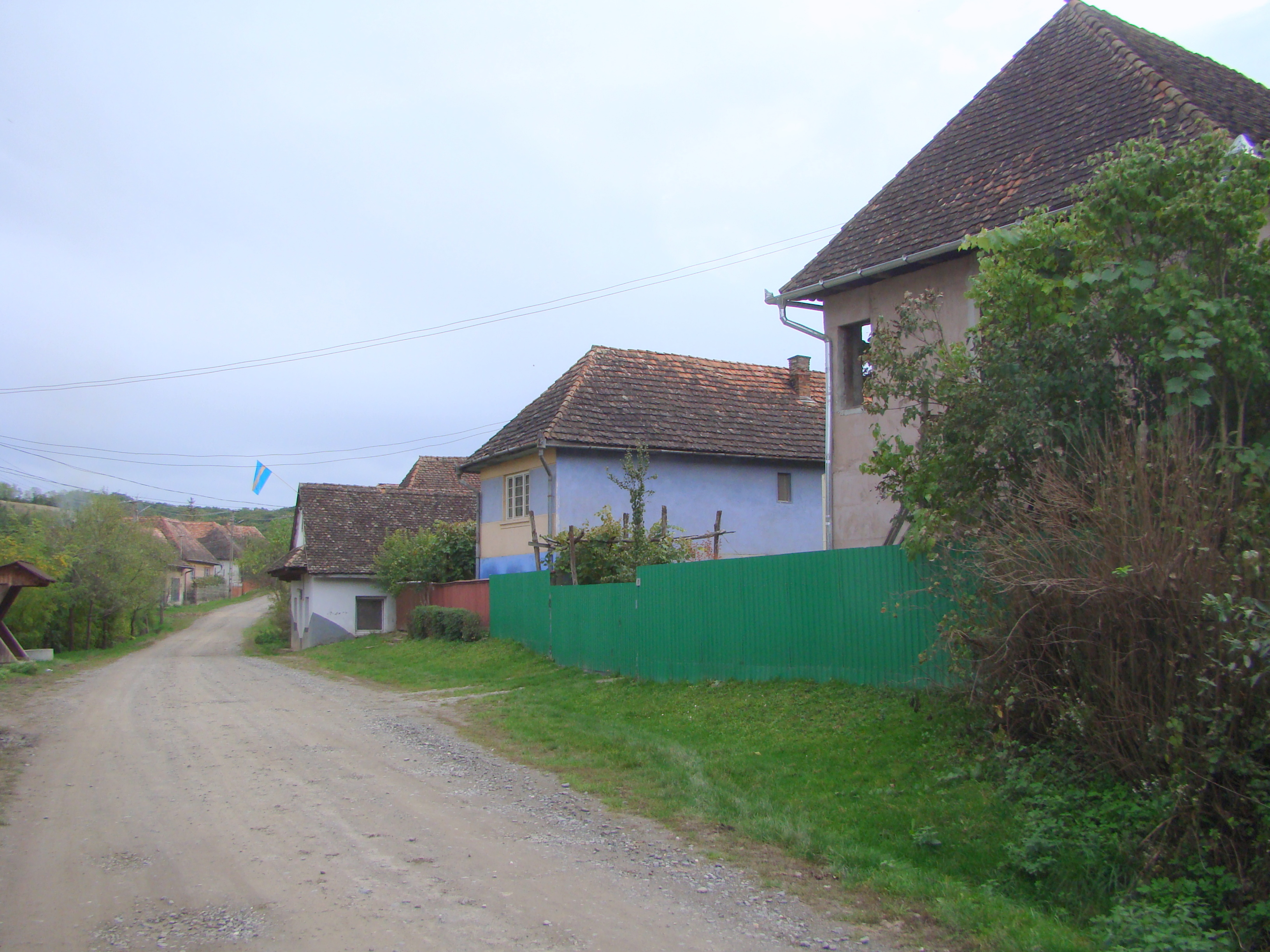
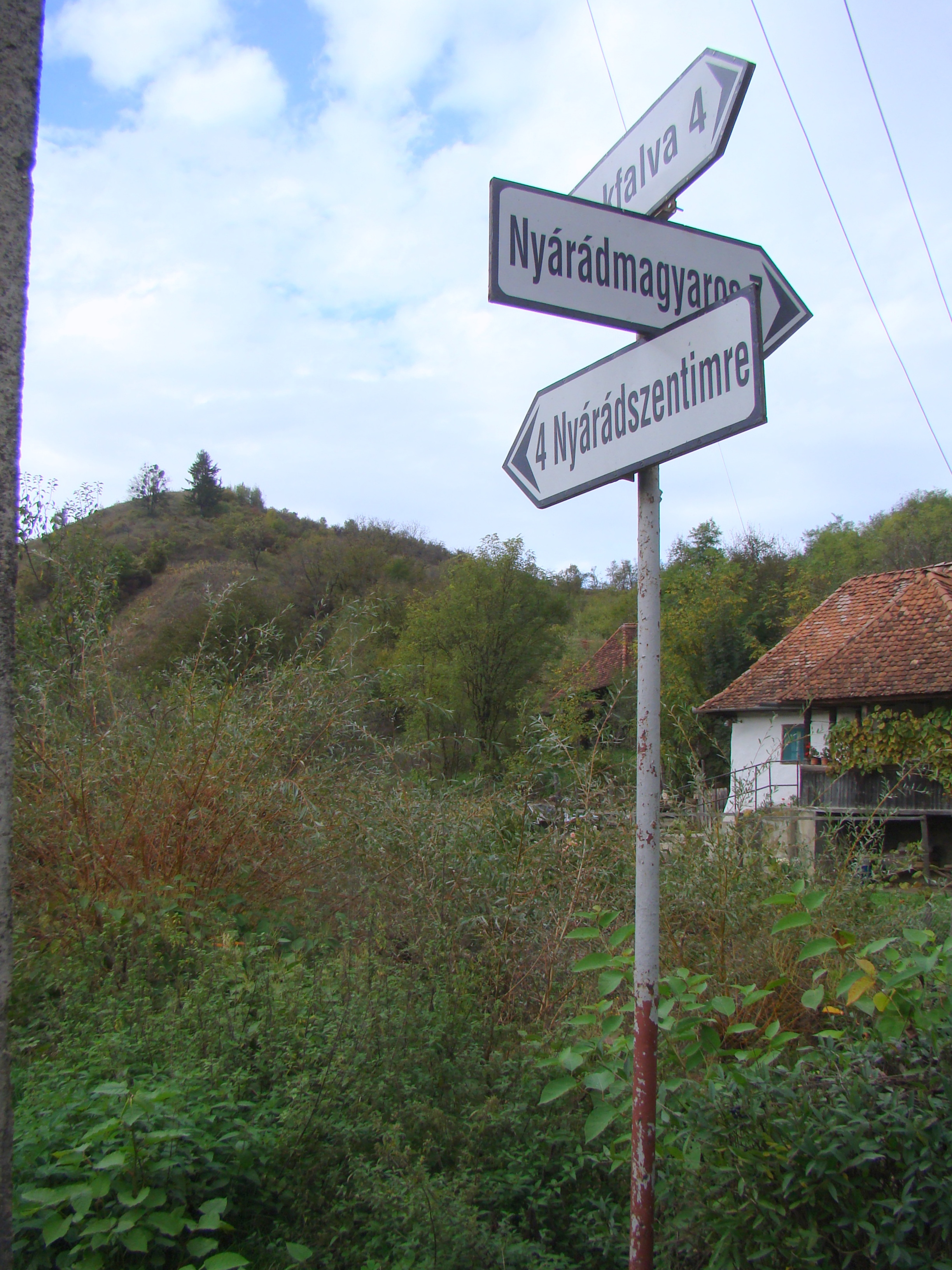